# Strobilanthes murutorum
Strobilanthes murutorum är en akantusväxtart som beskrevs av John Richard Ironside Wood. Strobilanthes murutorum ingår i släktet Strobilanthes och familjen akantusväxter. Inga underarter finns listade i Catalogue of Life.